# Bataille de Brest (1513)
Pour les articles homonymes, voir Bataille de Brest.
Guerre de la Ligue de Cambrai
Batailles
- Casaloldo (it) (10 mai 1509)
- Agnadel (14 mai 1509)
- Padoue (15 - 30 septembre 1509)
- Polesella (it) (22 décembre 1509)
- Monselice (1509-1510)
- Val Vestino (1510-1517)
- Villamarina (19 juillet 1510)
- Capo di Monte (8 septembre 1510)
- Mirandola (1510 - 1511) (it)
- Trévise (1511)
- Brescia (18 février 1512)
- Ravenne (11 avril 1512)
- Navarre (1512)
- Saint-Mathieu (10 août 1512)
- Blancs-Sablons (22 avril 1513)
- Brest (24 avril 1513)
- Novare (6 juin 1513)
- Guinegatte (16 août 1513)
- Dijon (8 - 13 septembre 1513)
- Flodden Field (9 septembre 1513)
- La Motta ou Creazzo (7 octobre 1513)

La bataille de Brest eut lieu le 24 avril 1513 au large de Brest et opposa une escadre anglaise sous les ordres de l'amiral Edward Howard, à une escadre française commandée par le vice-amiral Guyon Le Roy, sieur du Chillou. L'affrontement se solda par une victoire française et la mort de l'amiral anglais célèbre pour avoir remporté la bataille de Saint-Mathieu.